# Термогенерация
Термогенерация — процесс дополнительного переброса электронов из валентной зоны (разрыва ковалентных связей) в зону проводимости при повышении температуры. В результате появляются дополнительные носители заряда — электроны и дырки. 
Как следствие, из-за изменения населённости уровней и объёмной концентрации, практически все термоэлектрические эффекты имеют ярко выраженную температурную зависимость.